# توم إل. جونسون
توم إل. جونسون (بالإنجليزية: Tom L. Johnson)‏ هو سياسي أمريكي، ولد في 18 يوليو 1854 في جورجتاون في الولايات المتحدة، وتوفي في 10 أبريل 1911 في كليفلاند في الولايات المتحدة. حزبياً، نشط في الحزب الديمقراطي. وقد انتخب عضو مجلس النواب الأمريكي.